# Copa Carlsberg de Malawi
La Copa Carlsberg de Malawi fou una competició futbolística de Malawi.

## Historial
Font:
- 2000: Telecom Wanderers 2-1 Bata Bullets [gol d'or]
- 2001: Moyale Barracks 1-0 Super ESCOM
- 2002: Big Bullets 1-0 MTL Wanderers
- 2003: trofeu retirat pels patrocinadors després d'una farsa al voltant de la repetició de la final
- 2004-11: no es diputà
- 2012: Blue Eagles 1-0 ESCOM
- 2013: Kamuzu Barracks 1-0 Moyale Barracks
- 2014: Big Bullets 2-0 Zomba United
- 2015: Be Forward Wanderers 2-1 Big Bullets
- 2016: Be Forward Wanderers 1-1 Silver Strikers [5-4 pen]
- 2017: Big Bullets 2-2 Be Forward Wanderers [4-3 pen]
- 2018: Masters Security 1-1 Be Forward Wanderers [5-4 pen]
- 2019: cancel·lat